# Bele mahovine
Bele Mahovine (lat. Sphagnopsida) su višegodišnje biljke koje pripadaju diviziji mahovina (Bryophyta). Ime potiče od njihove svelte boje. Mahovine ove klase se još nazivaju i tresetnicama zbog toga što se usled nedostatka razlagača u podlozi koju naseljavaju njihovi odumrli delovi razgrađuju i talože. Na taj način se formiraju naslage treseta. Tresetnice su jednodome ili dvodome biljke.

## Klasifikacija Sphagnopsida
Klasa Sphagnopsida se veoma razlikuje od ostalih klasa divizije Bryophyta. Njihova neobična morfologija igra glavnu ulogu u njihovoj klasifikaciji. Do nedavno se smatralo da postoji samo jedan rod (Sphagnum) u okviru klase. Međutim pronađena je nova familija Ambuchananiaceae dva lokaliteta  u Tasmaniji i u okviru nje jedan rod Ambuchanania. Mahovine reda Sphangales naseljavaju staništa sa hladnom i vlažnm klimom, pokazajući najveću raznolikost u umerenim regionima, dok red Ambuchananiales čini samo jedna endemska vrsta.

### Rod Sphagnum

#### Opšte karakteristike roda Sphagnum
Rod Sphagnum obuhvata 350 vrsta koje žive u predelima Zemlje sa hladnom i vlažnom klimom. Ove biljke su visoke 5-30 cm i ne poseduju rizoide. Zbog toga vodu i mineralne materije ne dobijaju iz podloge već iz atmosferskih padavina preko hijalinih ćelija – hidrocita. Hidrociti grade koru koja se u vidu omotača nalazi na površini stabla i grana. Omotač se sastoji od 1-5 slojeva, tankozidnih, prozirnih, hijalinskih ćelija, sa porama ili mestimično stanjenim zidovima.  
Donji delovi biljke su potopljeni u vodi i odmumiru, dok gornji delovi neprekidno rastu. Voda je hladnija sa malo rastvorenog kiseonika i puno rastvorenih huminskih kiselina te zbog toga za njih predstvlja fiziološki suvu sredinu. Najčešće rastu u gustim busenovima koji su različitih boja (žuto-zeleni, slamenožuti, svetlokafeni, crvenkasti, violet).

#### Građa
Stablo je najčešće tanko i nežno i takođe jako razgranato. Grane na vrhu stabla su ograničenog rasta i obrazuju veću ili manju glavicu, a na donjem delu stabla nalaze se u grupicama po 2-8. U svakoj grupi neke grane su krupnije i jače obojene.
Listovi gusto prekrivaju bočne grane su. Dimorfni su, jednoslojni i nemaju rebro. Razlikuju se listvoi stabla i grana, kako po obliku tako i po veličini. Lišće grana je sitnije, eliptično do jajoliko, dok sun a stablu krupniji, lopatičasti ili trouglasti. Građeni su od dva tipa čelija: hlorocita i hidrocita.
Hlorocite su uzane, linearno idužene, žive ćelije koje formiraju meržastu strukturu unutar lista. Poseduju hloroplaste, stoga vrše fotosintezu. Na porečnom preseku su sočivaste, trouglaste, trapezaste, kvadratne, pravoudaone i karakterističnog položaja u odnosu na hidrocite.
Hidrocite široko romboidalne do crvoliko izdužene bez hloroplasta i protoplasta, sa spiralnim ili prstenastim zadebljanjima i porama. Debljina ćelijskih zidova potiče od fibrila koji dodatno ojačavaju njihovu strukturu. Zadebljanja ćelijskih zidova superficijalno im daju izgled kao da se radi o više manjih ćelija, a ne o jednoj izduženoj što i jesu.Ove ćelije su mrtve i magacioniraju atmosfersku vodu i na taj način obezbeđuju rezervoar vode fotosintetskim ćelijama.  Hidrocite služe i za komunikaciju sa okolinom. Hijaline ćelije formiraju prozirne površine unutar mreže koju formiraju fotosintetičke ćelije i po visini mogu im biti jednake ili ih okruživati na vrhu (unutrašnja površina lista) ili na obe površine. Oko hidrocita se nalazi okvir od 6 hlorocita. Vrste koje žive na suvljim staništima poseduju više hijalinih ćelija. Ove karakteristike su veoma bitne kao ključevi pri identifikaciji vrsta roda Sphagnum.

#### Razmnožavanje
Anteridije se razvijaju na posebnim muškim granama na dugim drškama, loptastog su oblika i u njima se razvijaju bicilijatni spermatozoidi. Obavijene su krupnijim, žutim ili mrkim listićima.
Arhegonije su flašolike sa debljim trbušnij delom, najčešće ih ima 1-5, na vrhu ženskih grana. Obavijene su krupnim zaštitnim listovima. Svaki perigonalni list poseduje jednu arhegoniju koja se nalazi na osovini lista. Parafize su odsutne.
Posle oplođenja  iz zigota nastaje sporogon. On se izdiže na dugoj, bezlisnoj  nožici izrasloj iz gametofita (pseudopodij). Sporogon je loptast, sjajan, crnomrke boje, sa poklopcem ispod koga nema anulusa i peristoma.
Sporangije su okrugle i često kratktrajne.Kada sporangija sazri i kada su spore spremne za izlazak, kolumela počinje da se razgrađuje. Zid sporangije počinje da se kontrahuje što povećava pritisak unutar sporangije. Pritisak raste dok ne dodje do eksplozivnog otvaranja operkuluma, što omogućava da se spore raspršuju. Spore su okruglasto tetraedrične, veličine 20-30µm. Kada spora padne na podlogu klija u pločastu protonemu sa rizoidima, na čijoj se osnovi javlja pupoljak iz koga nastaje nova biljka.
Vegetativno se razmnožava tako što odumiranjem donjih delova od grana nastaju nove biljke.

#### Klasifikacija unutar roda Sphagnum
Kao rod koji objedinjuje mnogo vrsta, Sphagnum se na osnovu nukleotidne sekvence nuklearnih, plastidnih i mitohondrijalnih genoma, može podeliti na nekoliko subgenusa:
- Podrod Sphagnum
- Podrod Rigida
- Podrod Cuspidata
- Podrod Subsecunda
- Podrod Squarrosa
- Podrod Acutifolia[3]

## Značaj belih mahovina
Njihovo prisustvo u zemljištu je veoma povoljno za vrtlarstvo jer zadržavaju vodu. Koriste se i za previjanje rana zbog svojih antimikrobnih svojstava. Treset se ranije upotrebljavao kao kabasta hrana, prostirka za stoku i kao đubrivo. Presovane tresetne ploče se koriste u građevinarstvu.

## Literatura
- Shaw, A. Jonathan (2000). „Phylogeny of the Sphagnopsida Based on Chloroplast and Nuclear DNA Sequences”. The Bryologist. 103 (2): 277—306. S2CID 85991529. doi:10.1639/0007-2745(2000)103[0277:POTSBO]2.0.CO;2.